# Liceo Aeronáutico Militar
El Liceo Aeronáutico Militar (LAM), es una institución militar educativa que otorga a los alumnos un título secundario. Estos forman también el cuadro de oficiales de Reserva en caso de que egreses como cadete. Por el contrario, eligiendo formarse como Alumno de Régimen Externo, este egresa con un título de bachiller en Ciencias Naturales o Economía y Gestión.

## Actualidad
En la actualidad es necesario rendir cuatro exámenes de ingreso para cursar en el Liceo. Estos son Historia, Geografía, Lengua y Matemática. Una vez superados se debe asistir a una semana de adaptación al régimen del cadete, que es de carácter eliminatorio, esta es una instancia a la que el alumno externo asiste solo un dia. Superada esta instancia se accede al cursado.
El cursado tiene en la actualidad una duración de 6 años (3 años de ciclo básico y 3 años con orientación), de los cuales el primero corresponde al 7.º grado de la educación primaria y los otros 5 a los de educación secundaria.
A los alumnos se les permite adeudar un máximo de 2 materias previas por año, de lo contrario se debe recursar el año completo. Además no se permite repetir de año más de una única vez, salvo que el consejo académico tome una decisión excepcional por un caso particular.
El Liceo otorga a sus egresados el título de Bachiller Nacional con orientación en Economía y Gestión de las Organizaciones o en Ciencias Naturales, por convenio firmado con el Ministerio de Cultura y Educación el alumno egresara con una u otra modalidad dependiendo de su propia elección una vez completado el ciclo básico en el 3.º año. Sus programas de estudio responden, por lo tanto, a las exigencias básicas del nivel secundario, lo que habilita a los egresados del Instituto para acceder a estudios de nivel Superior o Universitario.
De conformidad a lo establecido en el Programa Aeronáutico Militar, los alumnos que hayan optado por la modalidad de Cadete, reciben además de su título de Bachiller, el grado de alférez de la Reserva de la Fuerza Aérea Argentina.
Además la institución suele otorgar una serie de distinciones a los alumnos durante su ceremonia de egreso por conductas meritorias.
La Institución cuenta con sus propios campo de deportes, e instalaciones médicas dentro del mismo predio del Liceo, además de un anfiteatro, laboratorios de Biología, Química y Física, biblioteca, capilla y otros salones y gabinetes específicos como el aula de informática o el gabinete psicopedagógico.
Sus alumnos participan también de forma anual en los Interliceos, evento deportivo y cultural nacional multidisciplinario en los que compiten todos los liceos del país. La primera, y también la última vez que el liceo aeronáutico organizó el evento fue en el año 2017, para el cual todo el campo de deportes fue renovado.
Los cadetes participan, además, en ceremonias y comisiones no solo en el instituto y localidades aledañas sino también en aquellas que son en otras unidades y provincias. Dando lugar a la visita de las propias instituciones y Bases Aéreas Militares, así como museos y lugares de interés. Por estos motivos los cadetes llegan a viajar en aeronaves tanto por estas circunstancias como por los vuelos de bautismo.
Aquellos alumnos que estén cursando quinto año y su mérito académico, así como su capacidad económica particular lo permita, pueden acceder a un viaje de intercambio cultural a la ciudad de Janesville, Wisconsin, en los Estados Unidos.
Los alumnos cadetes además participan, durante los primeros 3 años, de maniobras de entrenamiento anuales teniendo las mismas una semana de duración. Se desarrollan en el predio perteneciente a la Fábrica Militar Fray Luis Beltrán y tienen como objetivo final la participación durante el cuarto año de un período de supervivencia en ámbito selvático (Isla) durante 36 horas cátedras. En el quinto año se realiza el ascenso al Cerro Champaquí, viaje en el cual se le permite la participación a los alumnos de régimen externo (ARE) junto a sus compañeros cadetes. En el sexto año los alumnos de régimen externo y cadetes realizan generalmente viajes coordinados por agencias externas a Bariloche, Brasil, etc.

## Misión
La misión del Liceo Aeronáutico Militar según la Resolución N°337 del 10 de agosto de 1979 era la de Educar integralmente en el nivel de enseñanza preuniversitaria a jóvenes seleccionados a fin de contribuir con la formación de promociones capacitadas para actuar dinámicamente en el medio social argentino, promover la conciencia aeroespacial y aportar Reservas a la Fuerza Aérea.
En el año 2017 la misión de la institución se actualizó a la siguiente: "Educar integralmente a jóvenes con vocación aeronáutica, en el nivel secundario y aportar una reserva calificada a la Fuerza Aérea Argentina a fin de contribuir con el cumplimiento de las Tareas de Organismo Superior."
El propósito de este Instituto, además de brindar una educación integral a jóvenes de ambos sexos, es capacitarlos para que conozcan e interpreten la realidad histórica y presente de su país dentro del contexto universal, actúen en función de los principios de vida democrática y comprendan el rol de la Fuerza Aérea en el cumplimiento y defensa de los derechos ciudadanos y de los intereses nacionales.

## Modalidades
Al momento de su ingreso los futuros alumnos pueden elegir una de las tres modalidades disponibles, los alumnos de las tres modalidades realizan juntos todas aquellas actividades que compartan.
Las modalidades disponibles son:
- Alumno Cadete de Pensión Completa: Permanecen en un sistema de internados de lunes a viernes, lo que les permite aprovechar el tiempo para desarrollar las actividades académicas, deportivas, aeronáuticas y recibir apoyo personalizado. Ingresan el día domingo a las 22:00hs y se retiran los viernes a las 13:00hs.
- Alumno Cadete de Media Pensión: Régimen de medio internado para aquellos cadetes que al finalizar las actividades diarias deseen retornar a su domicilio hasta las primeras horas del día siguiente. Asiste de lunes a viernes de 07:00hs a 17:00hs.
- Alumno de Régimen Externo (ARE): También se puede optar por la modalidad conocida como Alumnos de régimen Externo (ARE), en la cual los alumnos no siguen ningún régimen sino que cursan regularmente sus estudios secundarios. Asisten de lunes a viernes de 07:15hs a 13:40hs

## Historia
Habida cuenta de la importancia que tiene la formación integral de los jóvenes adolescentes para su participación activa en la sociedad argentina, la Fuerza Aérea Argentina creó el 10 de agosto de 1979, el Liceo Aeronáutico Militar (LAM), correspondiente al nivel medio de enseñanza, o tercer ciclo EGB o Polimodal.
El Liceo Aeronáutico se emplazaría sobre lo que originalmente eran terrenos de la Congregación Salesiana, que finalmente se instaló en el terreno aledaño en lo que hoy es el Instituto Salesiano Ceferino Namuncurá de Funes.
La Fuerza Aérea amplió el edificio que ya estaban construyendo los Salesianos y que hoy forma parte de la fachada del edificio moderno.
Las obras del edificio y su fundación formal comenzaron en agosto de 1979, dos días antes de la inauguración, la Banda de Música de la Escuela de Aviación, y a modo de presentación del flamante Liceo, entró desfilando desde el centro de Funes hasta el propio LAM por la calle principal ya pavimentada, junto a muchísimos habitantes de la Comuna.
Desde finales de 1979 y a principios de 1980 se comenzaron a seleccionar los primeros cadetes que conformarían la Primera Promoción del LAM comenzando a cursar el primero de los 5 años que en ese momento se cursaban en el año 1980. Cabe destacar que estas primeras promociones estaban integradas solo por cadetes masculinos y de régimen de pensión completa.
No sería hasta el año 1996, que se adoptó una modalidad de educación mixta, con la incorporación de los cadetes del sexo femenino; y en 1998 abrió sus puertas a los Alumnos de Régimen Externo, impulsando la integración entre los dos regímenes de convivencia. Desde aquellos años hasta hoy, el Liceo Aeronáutico Militar ha estado consustanciado con los valores y principios de nuestra patria y de nuestra sociedad, comprometiéndose en la formación integral de las nuevas generaciones.
El Liceo Aeronáutico Militar mantiene una destacada proyección en el ámbito educativo, que se manifiesta en el nivel de excelencia alcanzado por sus promociones. Prueba de ello es que muchos de sus egresados han completado satisfactoriamente estudios de nivel terciario y universitario y han sido o son reconocidos profesionales, dentro o fuera del país.

## Ubicación geográfica
El Liceo Aeronáutico Militar está situado en la localidad de Funes, Santa Fe, a 15 km de la ciudad de Rosario, centro cultural y económico muy importante del país.
Transitando la ex Ruta Nacional 9 (actual RN1V09), pasando los límites de Rosario hacia el oeste, dentro de la localidad de Funes hacia el sur por la calle Juan Elorza se divisa la entrada y el edificio del L.A.M., que se levanta en medio de un extenso paisaje natural, de 43 ha sobre la Av. Arturo Illia (ex Av. Fuerza Aérea). Su construcción cuenta con una amplia estructura apropiada para el desarrollo de las actividades educativas y culturales, como así también, con las comodidades necesarias que exige el sistema de internado.